# Habropoda mimetica
Habropoda mimetica är en biart som beskrevs av Cockerell 1927. Habropoda mimetica ingår i släktet Habropoda och familjen långtungebin. Inga underarter finns listade i Catalogue of Life.